# USS Mahopac (1864)
USS Mahopac (1864) був монітором типу «Канонікус», створений для ВМС Союзу під час Громадянської війни в США. 

## Історія служби
Після завершення у вересні 1864 року корабель було передано флотилії річки Джеймс Північноатлантичної ескадри блокади. Корабель переважно відстоював по річці Джеймс, де міг підтримувати операції проти Ричмонда та захищати річкові комунікації північан від рейдів броненосців Конфедерації з ескадри річки Джеймс. Впродовж року він брав участь у перестрілках з  артилерійськими батареями Конфедерації, а пізніше у першій і другій битвах за форт Фішер, захищаючи підступи до Вілмінгтона, Північна Кароліна, у грудні 1864 – січні 1865. «Магопак» повернувся до річки Джеймс після захоплення форту Фішер і залишався там, поки Ричмонд, не був окупований на початку квітня.
Через кілька днів монітор було передано до Вашингтона, і виведено з експлуатації в червні, а на початку 1866 року знову введено в експлуатацію на Східному узбережжі та в Карибському морі. 
15 червня 1869 року корабель перейменували на «USS Castor», але вже 10 серпня того ж року йому повернули початкову назву.
«Магопак» переважно перебував на активній службі до 1889 року, коли його назавжди помістили в резерв. Його продали на брухт у 1902 році.